# Йоганна Ванка
Йоганна Ванка (нім. Johanna Wanka; нар. 1 січня 1951, Розенфельд) — німецька політична діячка від партії ХДС, професор математики, доктор наук.
З 14 лютого 2013 по 24 жовтня 2017 року — федеральний міністр освіти в другому та третьому урядах Анґели Меркель, до 14 березня 2018 року — виконувачка обов'зків у Міністерстві освіти та наукових досліджень. У 1994–2000 роках була ректором університету прикладних наук в Мерзебурзі. Учасниця мирної революції 1989 року в НДР. Співзасновниця руху Новий форум.